# Alaska Panhandle

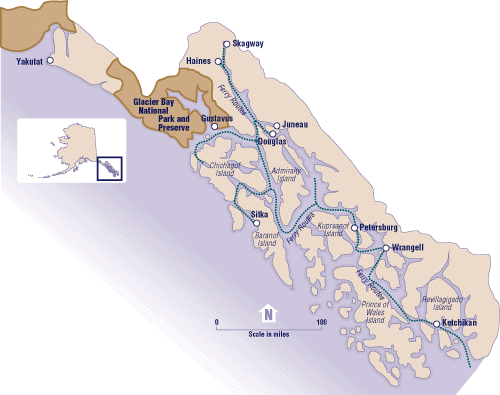
Der Alaska Panhandle

Der Alaska Panhandle (deutsch etwa „Alaska-Landzipfel“, wörtlich „Alaska-Pfannenstiel“, umgangssprachliche Bezeichnung bezugnehmend auf seine charakteristische langgezogene Form in Relation auf die sich nordwestlich anschließende ungleich größere Landmasse des restlichen – „eigentlichen“ – Alaska.) ist die Bezeichnung für einen östlich des 141. westlichen Längengrads gelegenen, dort von zwei Seiten von Kanada umgebenen Küstenstreifen als Teil des US-Bundesstaats Alaska. Es handelt sich um einen Zipfel.

## Geographie
Der Alaska Panhandle bildet einen schmalen Küstenstreifen am Pazifik, der im Osten unmittelbar an die kanadische Provinz British Columbia grenzt. Die Grenze zu Kanada verläuft entlang der Eliaskette und der Coast Mountains. An der Grenze liegt unter anderem auch der 4663 Meter hohe Mount Fairweather, der höchste Berg British Columbias. Den südlichen Abschluss des Alaska Panhandle bilden der Dixon Entrance und der Pearse Canal.
Es gibt im Alaska Panhandle unzählige Inseln (Alexanderarchipel) und Fjorde, die teilweise über hundert Kilometer weit ins Land reichen. Die wichtigsten Inseln sind Admiralty Island, Baranof Island, Chichagof Island, Etolin Island, Kuiu Island, Kupreanof Island, Prince of Wales Island, Revillagigedo Island und Wrangell Island.
Bekannte Parks sind der Glacier-Bay-Nationalpark, der Sitka National Historical Park und der Tongass National Forest.

## Verkehr
Auf dem Straßenweg erreichbar sind lediglich die Ortschaften Skagway (über den White Pass, außerdem mit einer Eisenbahnverbindung nach Whitehorse) und Haines, zur Zeit des Goldrausches Ausgangspunkte für den legendären Chilkoot Trail. Dort (oder im weiter südlich gelegenen kanadischen Prince Rupert) kann auf das Flugzeug oder die Fähre durch die Inside Passage umgestiegen werden.

## Politische Gliederung
Bekannte Städte sind Juneau (die Hauptstadt Alaskas), Sitka, Ketchikan, Wrangell und Petersburg.
Folgende Boroughs und Census Areas zählen zum Alaska Panhandle (im Wesentlichen von Norden nach Süden):
- Yakutat City and Borough
- Hoonah-Angoon Census Area
- Skagway City and Borough
- Haines Borough
- Sitka City and Borough
- Juneau City and Borough
- Petersburg Census Area
- Prince of Wales-Outer Ketchikan Census Area
- Ketchikan Gateway Borough